# شمس الدين فارس
شمس الدين فارس هوَ فنان تشكيلي عراقي.

## الحياة المُبكّرة والتعليم
وُلدَ شمس الدين فارس عام 1937 في مدينة المقدادية بمحافظة ديالى، وهوَ شقيقُ الفنان المسرحي العراقي نور الدين فارس. حصلَ شمس الدين على شهادة الدكتوراه في الفن الجداري من مدينة موسكو في روسيا.

## قائمة أعماله
هذه قائمة مُصغّرة مؤلّفات شمس الدين فارس:
- المنابع التاريخية للفن الجداري في العراق
- دور الفن الجداري في حركة التحرير الوطني
- سباكة المعادن في فنون وادي الرافدين

## الجوائز والتكريمات
- وسام الشرف من كلية الفنون التطبيقية
- عضو جمعية الفنانين التشكيلين العراقيين
- عضو جماعة الواقعيين
- عضو نقابة الفنانين العراقيين